# أفطوط الساحلي

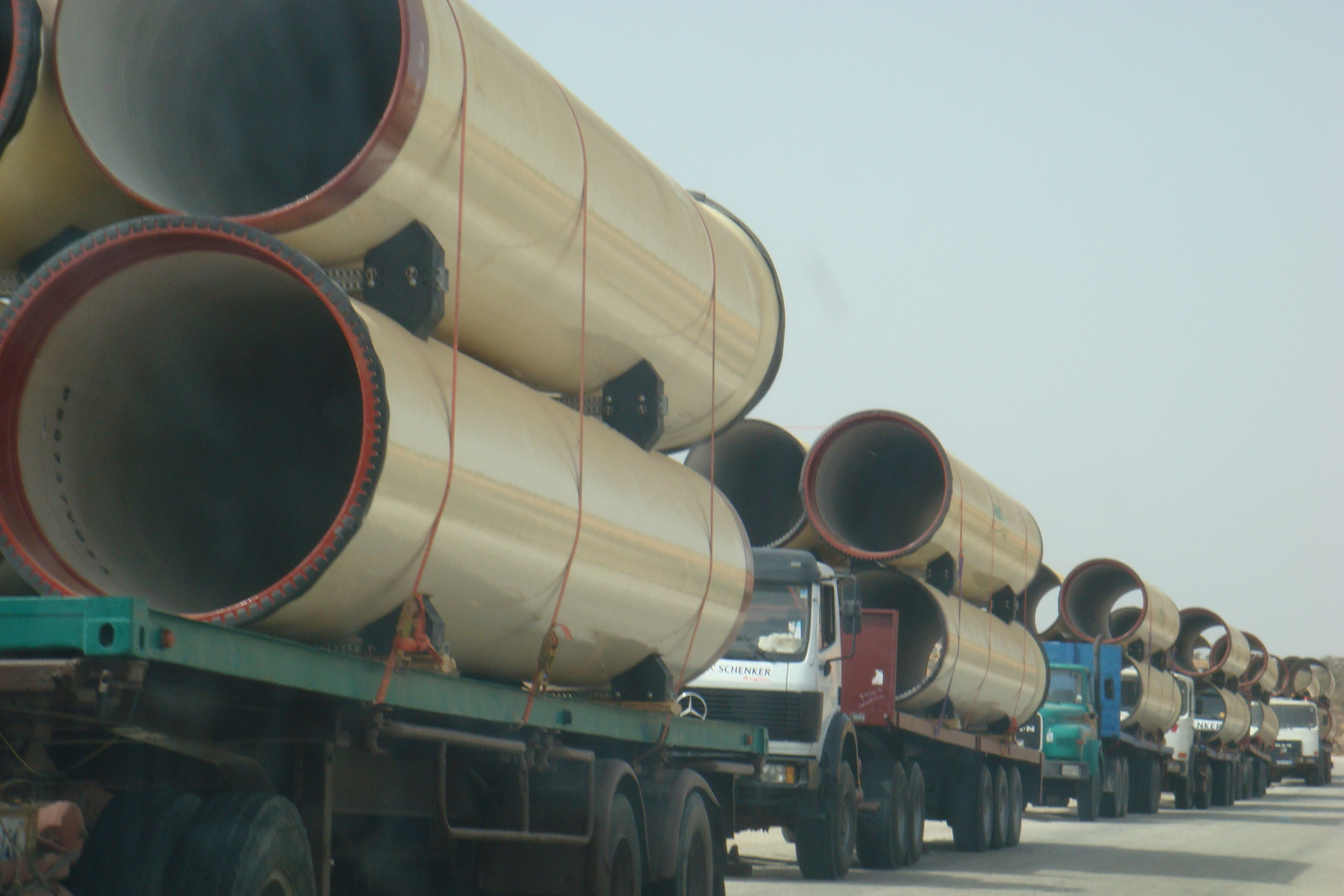
شاحنات تنقل الأنابيب الضخمة التي ستسحب المياه من النهر إلى نواكشوط

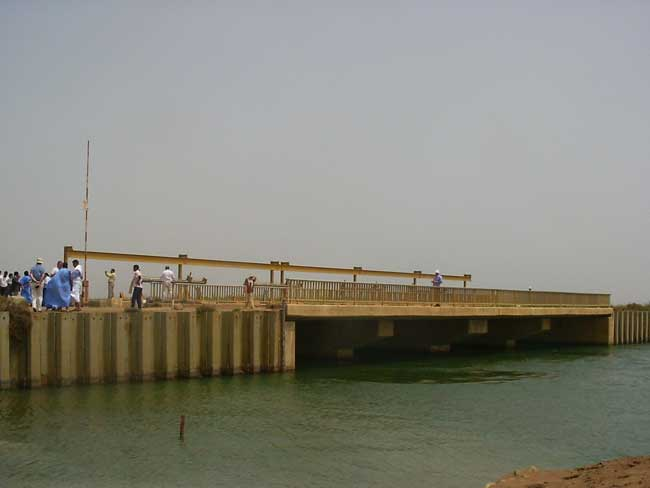
محطة السحب على ضفة نهر السينيغال

## تعريف المشروع
- مشروع افطوط الساحلي هو مشروع تبنته الحكومة الموريتانية ويدخل المشروع في اطار الإستراتيجية الوطنية لمحاربة الفقر المنفذة من طرف الدولة والتي من أهم محاورها توفيرالماء الصالح للشرب وهو ربط العاصمة انواكشوط بنهر السينغال عن طريق انابيب ضخ عملاقة على طول
200 كم.
1. ↑    - بدا الضخ التجريبي للمشروع يوم 30-09-2010 بعد اكتمال جميع مراحله وقد تم تدشينه بمناسية خمسينية الاستقلال بعد اكتمال توسعة الشبكة المائية داخل انواكشوط يوم 24 نوفمبر 2010 من طرف رئيس الجمهورية السيد محمد ولد عبد العزيز

## أسباب المشروع
- العاصمة الموريتانية تعتمد على حوض «اديني» الجوفي في التزود بحاجياتها المائية لكن مع ارتفاع
عدد سكان العاصمة حيث تحتوي على أكثر من ثلث سكان موريتانيا لم يعد هذا يكفي حاجيات انواكشوط من المياه الصالحة للشرب مما أدى إلى حدوث موجات شح في المياه في فصل الصيف وهذا ما جعل الحكومة الموريتانية تفكر في مصدر جديد للمياه فكلفت مجموعة من المهندسين الموريتانيين بدراسة المشروع الذي تأكدت فعاليته من طرف مركز دراسات دولي.
- جندت الحكومة الأمور اللازمة لتنفيذ المشروع الذي قام الرئيس الموريتاني سيدي محمد ولد الشيخ عبد الله بتدشين بداية اشغاله يوم 28/11/2007 بالكيلومتر 17 ببلدية العرية في مقاطعة واد الناقة وستنتهي الاشغال سنة 2010

## تمويل المشروع
- تقدر التكلفة الإجمالية للمشروع ب 350 مليون دولار تكلفت بها الحكومة الموريتانية إضافة إلى
الصندوق الكويتي للتنمية الاقتصادية العربية

## أهداف وتقنيات المشروع
- ويهدف مشروع آفطوط الساحلي في مرحلته الحالية حسب القائمين عليه إلى إنتاج 170 ألف متر مكعب من الماء الصالح للشرب لتغطية حاجيات مدينة نواكشوط في أفق 2020 مع إمكانية زيادة طاقته الإنتاجية إلى 226 ألف متر مكعب بحلول 2030.
- ويتكون المشروع من خمسة أجزاء فنية تشمل معالجة المياه ومحطات الضخ وخزانا كبيرا وخط أنابيب يربط بين نهر السنغال ومدينة نواكشوط.

## النتائج المتوقعة من المشروع
- يعد مشروع أفطوط الساحلي من المشاريع العملاقة في المنطقة وسينعكس ايجابا على العاصمة انواكشوط كما سيتم اناجز أفطوط الشرقي الذي يصل مدينة عيون العتروس ب نهر السينغال بعد نهاية المشروع مباشرة والذي دخل مراحله الأخيرة.